# El Calvario
El Calvario – miasto w Kolumbii, w departamencie Meta.